# Echidnopsis
Echidnopsis es un género de plantas fanerógamas de la familia Apocynaceae. Contiene unas 32 especies. Es originario de África.

## Distribución
Se distribuye por Kenia, Tanzania, Etiopía, Omán, Arabia Saudita y Yemen.

## Descripción
Son plantas con tallos suculentos que alcanzan los 10 cm de alto, poco ramificadas, con el látex incoloro; los rizomas raramente presentes (E. montana (RA Dyer & EA Bruce) PRO Bally, E. squamulata); sus órganos subterráneos consisten en raíces fibrosas. Las ramas son perennes, suculentas, de color verde o azul-verdoso, cilíndricas y  1-10 cm de largo, 8-25 mm de ancho, 5-20-en ángulo, con ángulos redondeados, papilosas o teseladas, glabras. Las hojas son caducas, reducidas a escamas, verticiladas, sésiles,  escamas carnosas o suculentas de 0.1-0.5 cm de largo y 1-1.5 cm de ancho, lanceoladas, ovadas o triangular- deltadas basalmente cordadas, truncadas, redondeadas o cuneadas; con estípulas glandulares, ovadas o globosas.
Las inflorescencias son extra-axilares (en las regiones apicales de los tallos, de una a varias) con 1-6 flores, con 2 flores abiertas de forma simultánea, simples, sésiles; el raquis raramente persistente, los pedicelos casi obsoletos; las brácteas lanceoladas. Las flores tienen un olor como a estiércol o sin olor, son nectaríferas. Tiene un número de cromosomas de: 2n= 22, o 44 (E. archeri P.R.O. Bally, E. watsonii P.R.O. Bally). 

## Taxonomía
El género fue descrito por Joseph Dalton Hooker y publicado en Bot. Mag. t. 5930. 1871.

## Especies
| - Echidnopsis angustiloba E. A. Bruce & P. R. O. Bally - Echidnopsis archeri P. R. O. Bally - Echidnopsis ballyi (Marnier-Lapostolle) P. R. O. Bally - Echidnopsis bentii N. E. Brown ex Hooker fil. - Echidnopsis bihendulensis P. R. O. Bally - Echidnopsis cereiformis Hooker fil. - Echidnopsis chrysantha Lavranos - Echidnopsis dammanniana Sprenger - Echidnopsis ericiflora Lavranos - Echidnopsis globosa Thulin & Hjertson - Echidnopsis insularis Lavranos - Echidnopsis jacksonii P. R. O. Bally ex Plowes - Echidnopsis leachii Lavranos - Echidnopsis malum (Lavranos) Bruyns - Echidnopsis mariae Lavranos - Echidnopsis mijerteina Lavranos - Echidnopsis miller Lavranos - Echidnopsis montana (R. A. Dyer & E. A. Bruce) P. R. O. Bally - Echidnopsis nubica N. E. Brown - Echidnopsis planiflora P. R. O. Bally - Echidnopsis radians Bleck - Echidnopsis repens R. A. Dyer & I. Verdoorn - Echidnopsis rubrolutea Plowes - Echidnopsis scutellata (Deflers) A. Berger - Echidnopsis seibanica Lavranos - Echidnopsis sharpei A. C. White & B. Sloane - Echidnopsis socotrana Lavranos - Echidnopsis squamulata (Decaisne) P. R. O. Bally - Echidnopsis urceolata P. R. O. Bally - Echidnopsis virchowii K. Schumann - Echidnopsis watsonii P. R. O. Bally - Echidnopsis yemenensis Plowes |